# Наринская, Анна Анатольевна
А́нна Анато́льевна Нари́нская (род. 13 апреля 1966, Москва, СССР) — российский и немецкий журналист, литературный критик, куратор выставок, автор документальных фильмов, драматург, общественный деятель.

## Биография
Родилась в Москве 13 апреля 1966 года в семье Галины Михайловны Наринской (1936—2023) и поэта Евгения Борисовича Рейна (р. 1935). Первые три года жизни прожила в Ленинграде на улице Рубинштейна. После развода с Рейном в 1968 году Галина Наринская вышла замуж за поэта и писателя Анатолия Наймана (1936—2022), который удочерил двухлетнюю Анну Наринскую и перевёз новую семью в Москву.
В 1990 году окончила филологический факультет МГУ и стажировалась в Колумбийском университете, параллельно подрабатывая барменом в Нью-Йорке.
С 1993 года по 1998 год работала в московском офисе телекомпании BBC продюсером новостей и документальных фильмов. С 1997 года по 2003 год — автор и редактор отдела культуры журнала «Эксперт».
С 2003 до 2017 года — автор, а впоследствии специальный корреспондент ИД «Коммерсантъ», освещающая культурную политику и литературный процесс. Во время работы в «Коммерсанте» впервые выступила в качестве куратора, организовав выставку «Первополосные кадры». Постоянный автор «Новой газеты» с 2017 года вплоть до закрытия издания в 2022 году.
С 2014 года выступает в качестве куратора музейных выставок, которые проходили в Московском музее современного искусства, Пушкинском музее, Еврейском музее и Центре толерантности, Доме творчества «Переделкино», галерее «Граунд Солянка», Музее архитектуры имени А. В. Щусева, Kulturfabrik Moabit в Берлине, Арт-усадьбе «Веретьево», Ельцин-центре. С 2020 год по 2022 год была главным куратором музея Иосифа Бродского «Полторы комнаты».
В феврале 2022 года осудила вторжение российских войск на Украину и уехала из России. С июня 2022 года проживает в Берлине, где продолжает заниматься журналистикой и кураторской деятельностью.
16 февраля 2024 года Министерством юстиции России внесена в список физических лиц «иностранных агентов».

## Творческая деятельность

### Журналистика и публичные выступления
Помимо изданий ИД «Коммерсантъ», журнала «Эксперт» и «Новой газеты», статьи Анны Наринской в разное время публиковались в таких российских изданиях как: «Афиша», «Сноб», «Еженедельный журнал», Citizen K, Артгид, Vogue, Gala, «Ъ-Weekend», «Ъ-Власть», «Ъ-Деньги», Republic.ru, Colta.ru, «Сеанс», «Русский Телеграф», Forbes.
C 2013 по 2014 год на телеканале «Дождь» выходила совместная программа с Григорием Ревзиным «Наринская и Ревзин».
С 2022 го 2023 год была специальным корреспондентом русскоязычного телеканала «OstWest» (Германия).
С 2022 года Анна Наринская публикуется на немецком, русском и английском языках в Frankfurter Allgemeine Zeitung, Der Spiegel, Der Tagesspiegel, The Moscow Times, Carnegie Politika, The Wilson Center / Kennan Institute, Schön.berlin.
В качестве приглашенного эксперта Наринская выступает в эфирах The New York Times, «Дождя», Радио «Свобода», Arzamas.academy, Deutsche Welle, BILD на русском, «Живого гвоздя», «Дилетанта» и др.
В разное время Наринская выступала с публичными лекциями в Колумбийском Университете, Университете Принстона, Городском университете Нью-Йорка (Hunter College), Amherst College, Московском Государственном Университете, на TEDxTalks, в Институте «Стрелка», лектории «Прямая речь», Музее современного искусства «Гараж», Музее Москвы, Ельцин-Центре и др.

### Выставки
- 2004 год — со-куратор (совместно с Эдвардом Оппом) выставки «Первополосные кадры»[40] (Пушкинский музей) с лучшими фотографиями «Коммерсанта», приуроченной к пятнадцатилетию газеты.
- 2014 год — автор идеи и куратор выставки «200 ударов в минуту. Пишущая машинка и сознание XX век»[41][42][43][44][45], посвященной пишущей машинке — как объекту и как главному техническому инструменту создания литературного текста в XX веке. Экспонировалась в Московском музее современного искусства при участии Политехнического музея и Литературного музея. Выставка отмечена премией InterMuseum.
- 2018 год — куратор выставки «Петрушествие»[46][47][48][49] к 80-летнему юбилею писательницы Людмилы Петрушевской. Выставка экспонировалась в Московском музее современного искусства.
- 2018 год — куратор выставки «Последний адрес. Память о репрессиях в современной России»[50][51][52][53], посвященной пятилетию проекта «Последний адрес». Выставка экспонировалась в Музее архитектуры имени Щусева, а затем в Kulturfabrik Moabit (Берлин).
- 2019 год — автор идеи и куратор выставки «Невавилонская библиотека»[54][55][56][57], посвященной домашней библиотеке, в которой все книги «отобраны, прочитаны и перечитаны, оплаканы и обдуманы». Экспонировалась в Еврейском музее и Центре толерантности.
- 2020 год — автор идеи и куратор выставки «Найди еврея. Советские евреи как социальный и культурный феномен»[58][59][60][61][62]. Выставка экспонировалась в галерее «Граунд Солянка», вошла в шорт-лист премии «Инновация».
- 2020 год — автор идеи и куратор постоянной экспозиции музея Иосифа Бродского «Полторы комнаты»[63][64][65] .
- 2021 год — куратор мультимедийной выставки «Сахаров. Новый век»[66][67][68], приуроченной к столетию А. Д. Сахарова. Выставка экспонировалась в галерее «Граунд Солянка» и Ельцин-Центре[69] при участии Сахаровского центра и Фонда Фридриха Наумана.
- 2021 год — куратор библиотечной инсталляции в парке, устроеном по проекту Александра Бродского в Арт-усадьбе «Веретьево»[70][71]. В апреле 2022 года парк удостоился золота в международной премии в области дизайна и архитектуры UDAD Awards[72][73].
- 2021 год — автор идеи и куратор выставки «Условия материальной независимости»[74][75][76] о феномене «писательской деревни». Экспонировалась в доме творчества Переделкино.
- 2022 год — куратор мультимедийной выставки «Человек иронический. К 100-летию Юрия Левитанского»[77][78], которая прошла в музее Музее архитектуры им. Щусева. Центральным экспонатом выставки стала антивоенная инсталляция, посвященная стихотворению Левитанского «Я не участвую в войне».
- 2022 год — куратор выставки «Диссиденты. Белорусские и российские журналисты и художники в изгнании»[79]. Экспонировалась в центре Media in Cooperation and Transition (Берлин).
- 2023 год — куратор выставки «Таких здесь нет/No Such People Here»[80][81][82] о преследованиях ЛГБТК+ людей на Северном Кавказе, организованной кризисной группой «СК SOS» и правозащитной организацией EQUAL PostOst. Выставка экспонировалась в арт-центре Pride Art Berlin.

### Документальные фильмы и театральные постановки
- 1998 год — продюсер и шоу-раннер 8-серийного образовательного сериала для журналистов «Как делают телевидение»[83][84] (совместное производство BBC и Internews).
- 2022 год — автор идеи, сценарист и ведущая документального фильма «Найди еврея. В поисках утраченной идентичности»[85][86][87][88], режиссёр Игорь Садреев, 77 минут. Производство студии «Амурские волны» по заказу «Премьер-ТВ»[89].
- 2022 год — драматург моноспектакля Алисы Хазановой «The Last Word»[90][91][92], поставленном в театре Gorki (Берлин) режиссёром Максим Диденко. Пьеса основана на последних словах в суде российских женщин-политзаключенных. Спектакль был также показан на фестивале в Постдаме[93] и театре Принстонского университета[94].
- 2023 год — сценарист и соавтор (совместно с Антоном Желновым) документального фильма «Камень, ножницы, бумага»[95][96] об издательстве Ardis. Производство по заказу International Mart Foundation[97].

### Книги и каталоги
- 2016 год — автор и составитель (совместно с Глебом Моревым) музейного каталога «200 ударов в минуту»[98]. Издательство «Политех Паблишерз». Удостоен премии Лейпцигской книжной ярмарки.
- 2016 год — автор сборника «Не зяблик»[99][100][101][102], основанном на статьях Анны Наринской. Издательство Corpus.
- 2018 год — составитель сборника «Сторона В»[103] о Владимире Высоцком и его времени. Издательство «Арт-гид».
- 2024 год — автор сборника «Ничего подобного»[104]. Издательство книжного магазина «Бабель».

## Преподавательская деятельность
- C 2018 по 2022 год преподавала в Школе дизайна НИУ ВШЭ[105], откуда была вынуждена уйти из-за своей общественно-политической позиции.
- С 2021 по 2022 год вела курс в Школе литературных практик[106] при Московской высшей школе социальных и экономических наук (Шанинка).
- С 2023 года в качестве приглашенного лектора преподает в Университете Гумбольдта.

## Общественная деятельность и позиция
Совместно с Татьяной Лазаревой, Яной Трояновой, Варварой Горностаевой и Татьяной Малкиной организовала и 15 августа 2018 года провела акцию в поддержку фигуранток дела «Нового величия» Анны Павликовой и Марии Дубовик, ставшую известной как «Марш матерей». За несколько часов до начала «Марша матерей» Следственный комитет России в экстренном порядке обратился в суд с ходатайством о замене меры пресечения для Павликовой и Дубовик с содержания в СИЗО на домашний арест, а уже 16 августа суд удовлетворил это ходатайство.
В феврале 2022 года Анна Наринская осудила развязанную Россией войну в Украине и в числе первых подписала коллективное антивоенное обращение российской творческой интеллигенции.
В своих журналистских публикациях и публичных выступлениях Наринская уделяет особое внимание положению политических заключенных в современной России и культурной политике в России и за её пределами.